# Niebrów (Tomaszów Mazowiecki)
Niebrów (formalnie: Osiedle „Obrońców Tomaszowa Mazowieckiego z 1939 roku”)  – północno-zachodnia część miasta Tomaszowa Mazowieckiego obejmująca największe tomaszowskie osiedle mieszkaniowe administrowane przez Spółdzielnie Mieszkaniową „Przodownik”. Jedenastopiętrowe wieżowce Niebrowa są najwyższymi budynkami mieszkalnymi Tomaszowa.

## Położenie
Niebrów stanowią przede wszystkim bloki mieszkalne pomiędzy ulicą Zawadzką a ulicą Szeroką - od północy na południe oraz pomiędzy ulicą Warszawska a ulicą Elizy Orzeszkowej - od wschodu na zachód. Przy wschodniej granicy Niebrowa - ulicy Warszawskiej znajduje się również niewielkie osiedle domków jednorodzinnych, a od południa przy ulicy Orzeszkowej kilka ulic zabudowanych jest domkami szeregowymi i jednorodzinnymi. Na południe od Niebrowa, za rzeką Wolbórką znajduje się część miasta zwana Rolandówką. Na północ zaś płynie rzeka Czarna (w górnym biegu zwana Bieliną). Osiedle znajduje się w bliskiej odległości od drogi ekspresowej S8 prowadzącej z Białegostoku przez Warszawę do Wrocławia. Jedna z ulic granicznych osiedla - ulica Elizy Orzeszkowej, prowadzi wprost do węzła "Tomaszów Mazowiecki Centrum" - jednego z trzech zjazdów do miasta. Na przełomie XX i XXI wieku, tuż za południową granicą Niebrowa - ulicą Szeroką wybudowano mniejsze, bo składające się z kilku czteropiętrowych bloków - „Osiedle Szeroka”. Za północną granicą osiedla - ulicą Zawadzką znajduje się Staw Starzycki. Podczas kampanii przed wyborami samorządowymi w 2018 roku grupa samorządowców skupionych wokół prezydenta Marcina Witko (obecnie stanowiąca większość w Radzie Miasta), zadeklarowała plan rewitalizacji stawu również ze względu na ważny interes społeczny jakim jest sąsiedztwo największego tomaszowskiego osiedla - Niebrowa. Z kompleksem tomaszowskich dworców – kolejowym i autobusowym łączy osiedle oddana do użytku w 2015 roku nowa ulica – ul. Fryderyka Chopina. Zachęcając mieszkańców do mikromobilności utworzono ścieżki rowerowe po obu jej stronach.

## Ważniejsze obiekty

### Szkolnictwo
W zachodniej części osiedla znajduje się jedna z większych tomaszowskich podstawówek - Szkoła Podstawowa nr 10 im. Tomaszowskich Olimpijczyków z drugim w mieście całorocznym basenem, dużą halą sportową i nowoczesnymi boiskami do gier zespołowych. Oprócz boisk szkolnych, na osiedlu znajdują się utwardzone boiska osiedlowe, kilka siłowni na świeżym powietrzu oraz kilka placów zabaw.
Na osiedlu znajdują się dwa przedszkola publiczne, a tuż za granicą osiedla - ulicą Zawadzką, znajduje się trzecie - w dawnej willi fabrykanckiej przy ulicy Warszawskiej 103A.

### Ośrodek Kultury „Tkacz”
W 2009 roku w centrum osiedla wybudowano nową siedzibę Ośrodka Kultury „Tkacz” - jednej z największych instytucji kulturalnych miasta. Przez wiele lat „Tkacz” znajdował się w dużo mniejszym zabytkowym budynku przy ulicy Piłsudskiego, w centrum miasta. W nowym budynku przy ulicy Niebrowskiej oprócz sal dydaktycznych jest również sala widowiskowa o powierzchni 300 m² (w tym 80 m² sceny), sale do zajęć przyrodniczych, historycznych, wokalnych, muzycznych, tanecznych, pracownia ceramiki i rzeźby oraz warsztat.

### Filia Miejskiej Biblioteki Publicznej
W kompleksie handlowo–usługowym „Skarpa” przy ulicy Konstantego Koplina 1 swoją siedzibę ma Filia Miejskiej Biblioteki Publicznej.

### Obiekty komercyjne
Na osiedlu działa jeden dyskont spożywczy portugalskiej Biedronki, oraz jeden sklep niemieckiej sieci Lidl W południowo-wschodniej części osiedla znajduje się jedyny w mieście dyskont duńskiej sieci Netto. W północnej części Niebrowa znajduje się duży dom handlowy z kilkunastoma stoiskami z artykułami przemysłowo-budowlanymi - DH „Rolnik”. Powstał jeszcze w latach 80. XX wieku i wówczas wchodził w skład spółdzielni Samopomoc Chłopska. Po drugiej stronie osiedla w połowie lat dwudziestych XXI wieku Polskie Składy Budowlane otworzyły market budowlany „Mrówka” Na Niebrowie działa również jedyna w mieście pizzeria hiszpańskiej sieci „Telepizza” Na osiedlu znajduje się jedyne w mieście biuro obsługi klienta Multimedia Polska. Przy wschodniej granicy osiedla funkcjonuje stacja paliw British Petroleum. Osiedle od północy graniczy z kompleksem przemysłowym w skład którego wchodzą duże zakłady m.in. największe fabryki Ceramiki Paradyż, PepsiCo oraz Sicher Bautechnik na terenie dawnych fabryki wełny Zusmana Bornstaina w PRL dużych zakładów „Tomtex”. Na osiedlu znajdują się również dwie placówki Poczty Polskiej: - jedna z trzech w mieście - Filia Urzędu Pocztowego (przy ul. Koplina) oraz agencja pocztowa (przy ulicy Ostrowskiego). Za wschodnią granicą osiedla, przy ulicy Długiej znajduje się redakcja „Tomaszowskiego Informatora Tygodniowego” – największej gazety drukowanej w mieście.
W czerwcu 2020 roku przy ulicy Dzieci Polskich na północy osiedla oddano do użytku „Pasaż Niebrów” Jest to obiekt handlowy o łącznej powierzchni 2300 metrów kwadratowych. Oprócz przeniesionej w to miejsce Biedronki, największymi jego najemcami są Rossmann, Pepco i TEDi. Pasaż posiada 140 miejsc parkingowych. Po przeniesieniu Biedronki do nowo wybudowanego budynku w Pasażu „Niebrów” stary pawilon należący do SM „Przodownik” zajął market sieci Lewiatan.
Na przełomie maja i czerwca 2020 roku przy wschodniej granicy osiedla, za stacją paliw BP, rozpoczęto budowę marketu budowlanego sieci Bricomarche. Jego otwarcie zaplanowano na pierwszą połowę 2021 roku.

### Parafia rzymskokatolicka
Na terenie Niebrowa działa parafia katolicka pw. św. Jadwigi Królowej.

## Osoby związane z terenem dzisiejszego osiedla
Na terenie dzisiejszego Niebrowa urodził się Hilary Schramm (1857-1940) znany lwowski chirurg.